# Kanton Fallersleben
Der Kanton Fallersleben bestand von 1810 bis 1813 im Distrikt Helmstedt im Departement der Oker im Königreich Westphalen. Durch die Eingliederung der Hannoverschen Provinzen Calenberg und Lüneburg war die Zusammenfassung mehrerer ehemals Lünburgischer Orte notwendig geworden, die als neuer Kanton Fallersleben durch das Decret vom 26. September 1810 eingesetzt wurden.

## Gemeinden
- Fallersleben
- Allerbüttel
- Almecke
- Barnsdorf mit Waldhof
- Edesbüttel und Wettmershagen
- Ehmen
- Essenrode
- Hattorf
- Heiligendorf mit Dammmühle
- Jelpke, Allenbüttel und Brunsbüttel
- Kalberlah
- Klein-Steimke
- Mörse
- Neindorf
- Rodehof, Stellfeld und Sandkamp
- Sülfeld und Dammmühle